# Czerpak entomologiczny

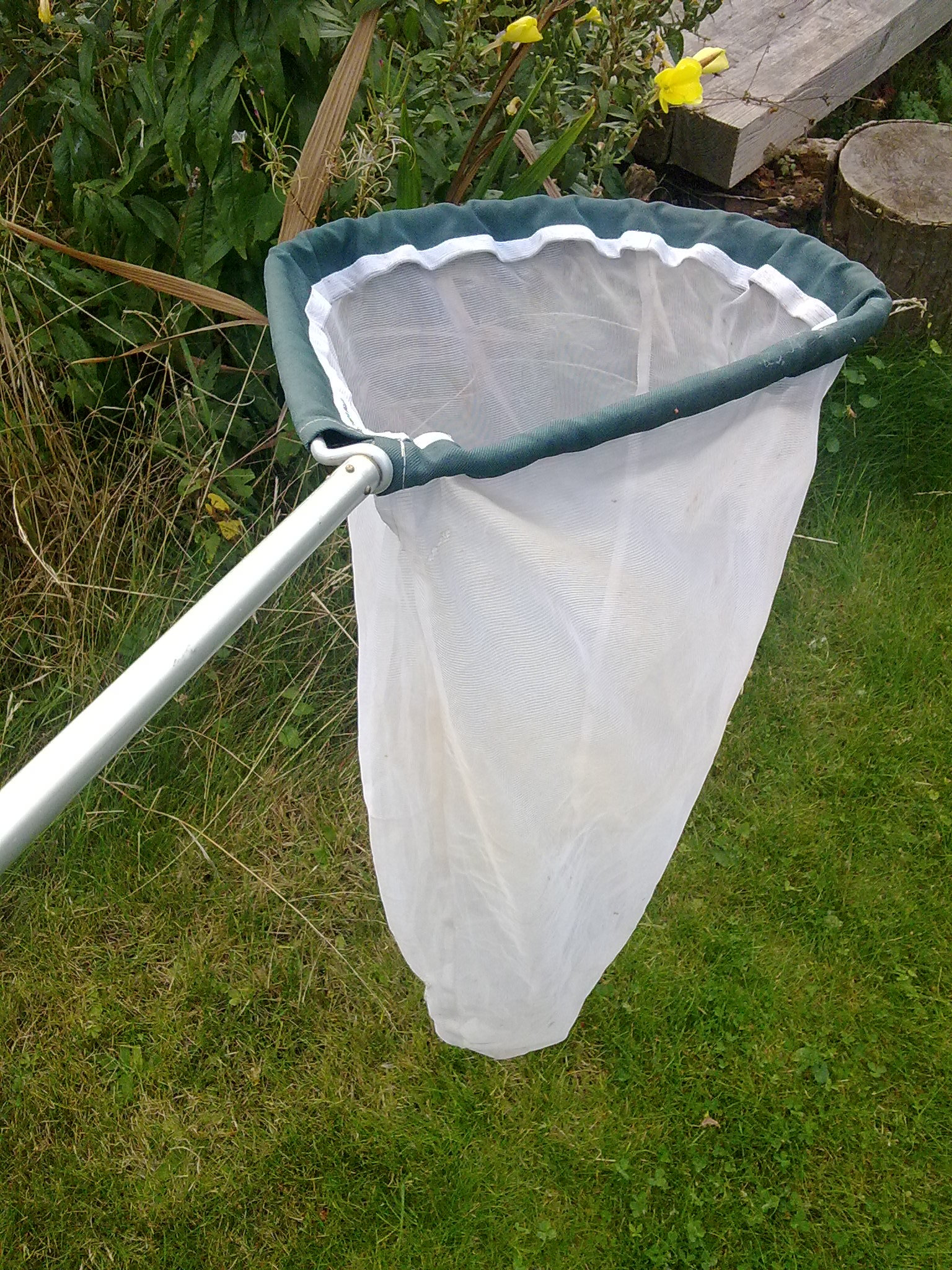
Czerpak entomologiczny

Czerpak entomologiczny – przyrząd do zbierania i odławiania owadów używany przez entomologów, składający się z okrągłej, półokrągłej lub sercowatej ramy, umocowanej do niej siatki oraz rękojeści.